# Dornbirn Indians
Les Dornbirn Indians sont un club de baseball autrichien basé à Dornbirn, une ville située dans le Vorarlberg, land de l'Ouest du pays. L'équipe senior a remporté le championnat national à deux reprises, en 1999 et 2003. Le club a terminé troisième du l'Austrian Baseball League en 2006.

## Palmarès
Champion d'Autriche: 1999, 2003.